# 多鱗麗魚
多鱗麗魚，為輻鰭魚綱鱸形目隆頭魚亞目慈鯛科的其中一種，分布於南美洲巴西的淡水流域，體長可達34公分，棲息在底中層水域，生活習性不明。

## 擴展閱讀
維基物種上的相關：多鱗麗魚